# 廷觉
廷觉，或译作丁觉（1946年7月20日—），又称为吴廷觉，缅甸全国民主联盟黨籍政治人物。曾任缅甸总统。孟族人。

## 早年经历
廷觉1962年从仰光卫理公会高中（现名达贡一中）毕业，是现任国务资政昂山素季的高中校友。1968年从仰光经济学院毕业在统计学专业获得经济学硕士学位。然后成为一名教师。1970年在有仰光大学计算中心做一名程序员。1971-1972年在伦敦大学计算机科学研究所进修，1974年在日本东京的Asia Electronics Union研修。1975年获得仰光大学计算机科学硕士学位并就任缅甸政府第二工业部成为副司长（Deputy Division Chief）。1980年后担任缅甸对外经济关系部、计划与财政部的副主任。1992年辞去公职。外界认为廷觉是民盟领导人昂山素季的亲信。昂山素季被软禁期间，廷觉能出入软禁别墅，为昂山素季与驻缅的美欧外交官带话。 

## 总统任內
民盟赢得了2015年缅甸议会选举的胜利，但因缅甸宪法规定配偶和子女是外国人的缅甸公民不能当总统，昂山素季因其两个孩子都是英国国籍，从而无缘参选缅甸总统。故民盟于2016年3月10日决定提名廷觉作为缅甸人民院的总统候选人。3月11日，廷觉获得人民院317票中的274票，成为人民院的正式候选人。3月15日，缅甸议会的投票中，廷觉获360票，军方提名的敏瑞获213票，民盟在民族院提名的亨利班提育得79票，廷觉当选缅甸总统，敏瑞、亨利班提育分别当选第一、第二副总统。
2016年3月30日，与前总统登盛完成权力交接，廷觉成為緬甸首任文人總統。一般認為廷覺只是作為翁山蘇姬的代理人，翁山蘇姬也稱自己會成为在總統之上的实权领袖。4月6日，廷觉任命翁山蘇姬擔任新設的国务资政，被外界视为实际上的“缅甸总理”。
2018年3月21日，缅甸总统府宣布廷觉辞去缅甸总统一职，职务由副总统敏瑞暂时代理，直到联邦议会选出新总统。廷觉在脸书上表示，自己想休息而辞去总统一职。

## 其它
廷觉的妻子素素伦为人民院议员、人民院国际关系委员会主席，她是民盟创始人之一吴伦之女。廷觉的父亲则是缅甸知名作家敏杜温，他曾在1990年缅甸议会选举中当选议员。廷觉获得总统候选人提名后，法新社曾误把他当成昂山素季的司机，CNN的报道配错了图片，图注称廷觉2013年12月31日出狱。